# Walter Samuel
Walter Adrián Samuel (Firmat, 23 marzo 1978) è un allenatore di calcio ed ex calciatore argentino, di ruolo difensore, collaboratore tecnico della nazionale argentina.
Considerato tra i migliori difensori della sua generazione, nel corso della sua carriera con i club ha vinto a livello nazionale due campionati argentini (Apertura 1998, Clausura 1999), sei campionati italiani (2000-2001, 2005-2006, 2006-2007, 2007-2008, 2008-2009, 2009-2010), cinque Supercoppe italiane (2001, 2005, 2006, 2008, 2010), tre Coppe Italia (2005-2006, 2009-2010, 2010-2011) e due campionati svizzeri (2014-2015, 2015-2016) e a livello internazionale una Coppa Libertadores (2000) e una UEFA Champions League (2009-2010).
Con la maglia della nazionale argentina ha disputato una Copa América (1999), due Mondiali (2002 e 2010) e una Confederations Cup (2005). In nazionale Under-20 ha vinto un campionato mondiale (1997) e un campionato sudamericano (1997).

## Biografia
Nato Walter Luján, cambiò il suo cognome originario (ereditato dal padre biologico che lo aveva abbandonato) in Samuel, quello del suo padre adottivo.

## Caratteristiche tecniche
Difensore centrale, era soprannominato The Wall ("il muro"). Considerato da molti uno dei difensori più forti dei primi anni duemila, aveva nelle sue caratteristiche predilette l'aggressività con la quale attaccava gli avversari sin dall'inizio della partita, ma sempre con disciplina sportiva. Fisicamente possente, per questo non velocissimo, ma discreto nello stacco da terra e nel gioco aereo. Di piede sinistro, effettuava precisi cross che tagliavano il centrocampo. Non disdegnava il gol, avendo un trascorso nelle giovanili come attaccante.

## Carriera

### Giocatore

#### Club

##### Inizi, Boca Juniors e Roma

Samuel alla Roma, pressato da un avversario barese, nel campionato 2000-2001.

Inizia la carriera nel Newell's Old Boys dove gioca per due stagioni per poi passare al Boca Juniors, nel quale rimane per tre stagioni fino al 2000, anno in cui vince la Coppa Libertadores. Nella stagione 2000-2001 viene ingaggiato dalla Roma, che compra il suo cartellino per 34 miliardi di lire.
Nella squadra giallorossa resta quattro anni vincendo, già al primo anno, uno scudetto e una Supercoppa italiana, guadagnandosi al contempo il posto fisso in nazionale. Diviene un pilastro fondamentale per la difesa romanista, esprimendosi già come uno dei migliori difensori d'Europa.

##### Real Madrid
Nella stagione 2004-2005 viene ceduto al Real Madrid per 25 milioni di euro. Nella Liga gioca 30 partite mettendo a segno 2 gol, ma non riesce ad esprimersi sui suoi consueti livelli.

##### Inter
Nell'estate 2005 si trasferisce all'Inter per 16 milioni di euro. Il 20 agosto scende in campo a Torino nella Supercoppa italiana vinta contro la Juventus, ricevendo poi una squalifica tramite la prova televisiva per un presunto sputo a Nedvěd: pur rimarcando l'involontarietà del gesto, complice una moviola che evidenziò come il ceco non fosse in realtà stato colpito, i ricorsi presentati dalla società milanese furono respinti. Scontato lo stop di 3 turni, riprese a giocare il 21 settembre realizzando un gol decisivo contro il Chievo.

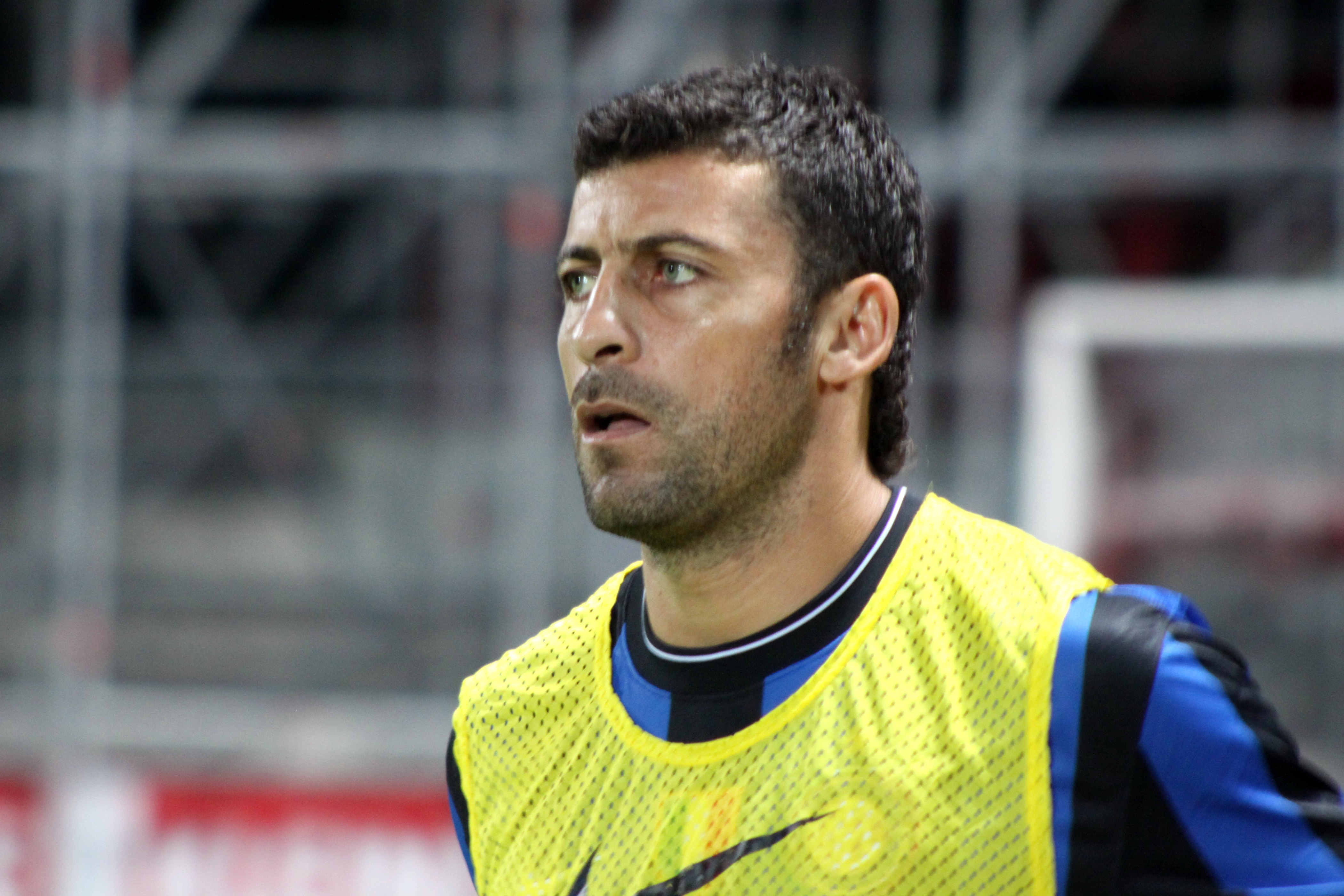
Samuel in allenamento all'Inter nel precampionato 2009-2010.

Durante il primo biennio a Milano si aggiudica due campionati – il primo dei quali a tavolino per le sentenze relative a Calciopoli –, una Coppa Italia e un'altra Supercoppa italiana (entrambe nel 2006).
Il 23 dicembre 2007, nella partita contro il Milan valevole per la 17ª giornata della Serie A 2007-2008, subisce un grave infortunio al ginocchio sinistro che lo tiene lontano dai campi di gioco per il resto della stagione. Con l'Inter vince comunque anche questo scudetto. Rientra il 9 novembre 2008, giocando da titolare la partita Inter-Udinese (1-0) e festeggiando a fine stagione il quarto scudetto consecutivo con la maglia nerazzurra.
Nella stagione 2009-2010 tocca quota 100 presenze con l'Inter in Serie A (il 24 aprile 2010 contro l'Atalanta) e contribuisce alla conquista dello storico triplete, vincendo il 5 maggio la sua seconda Coppa Italia nella sfida contro la Roma, il 16 maggio il suo sesto campionato italiano (il quinto consecutivo con la maglia dell'Inter) e il 22 maggio la sua prima Champions League, nella finale disputata allo stadio Santiago Bernabéu contro il Bayern Monaco. Il 21 agosto vince la sua quinta Supercoppa italiana contro la Roma.
Il 6 novembre 2010, nella partita di campionato contro il Brescia, si infortuna gravemente procurandosi una lesione del legamento crociato anteriore e del collaterale esterno del ginocchio destro. L'infortunio, oltre a tenerlo fuori per larga parte della stagione, gli impedisce di essere convocato per la Coppa del mondo per club. Torna in campo il 15 maggio 2011, a 190 giorni dall'infortunio, nella partita contro il Napoli, subentrando al minuto 77 ad Andrea Ranocchia. Il 29 maggio 2011 conquista la sua terza Coppa Italia, non prendendo tuttavia parte alla finale.

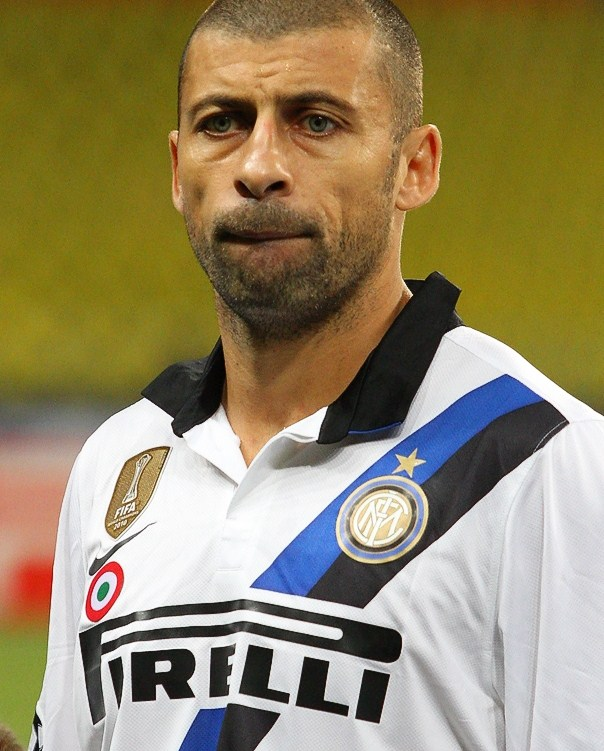
Samuel in maglia interista nella stagione 2011-2012.

Il 5 febbraio 2012, in occasione di Roma-Inter 4-0, gioca la sua partita numero 500 da professionista con i club. Il 7 ottobre 2012, nella stracittadina di andata vinta dall'Inter per 1-0 con un suo gol di testa al 3' del primo tempo, Samuel conquista il record di 10 vittorie su 10 presenze nel derby di Milano in Serie A. Fino a quel momento, senza di lui l'Inter ne aveva persi 5 e pareggiato uno.
Il 15 febbraio 2014 indossa per la prima volta la fascia di capitano in Fiorentina-Inter 1-2 dato che Javier Zanetti ed Esteban Cambiasso sono in panchina. Lascia l'Inter al termine del campionato 2013-14 in cui ha segnato due reti. In tutto con i nerazzurri ha disputato 236 partite e segnato 17 gol e vinto 13 trofei in 9 anni.

##### Basilea
Il 23 luglio 2014 si accorda con il Basilea. Fa il suo debutto con il club svizzero alla settima giornata di campionato giocando titolare nella vittoria interna avvenuta per 3-1 contro lo Young Boys, e segna il suo primo gol con la maglia del Basilea il 29 maggio 2015 nell'ultima giornata di campionato contribuendo alla vittoria finale giunta per 4-3 contro il San Gallo terminando la sua prima stagione svizzera con un totale di 18 presenze e una rete.
Il 16 ottobre del 2015 annuncia il suo ritiro dal calcio giocato al termine della stagione, a causa di numerosi problemi fisici legati ai tanti anni di attività. Si ritira ufficialmente al termine della stagione 2015-2016, giocando la sua ultima partita il 25 maggio 2016 nella sconfitta per 0-1 contro il Grasshopper. In tutto con il Basilea mette insieme 44 partite e 3 gol.
Complessivamente, in vent'anni di carriera tra club, nazionale maggiore e nazionali giovanili ha giocato oltre 700 partite e segnato 45 gol.

#### Nazionale
Per la nazionale argentina di categoria Under-20 ha vinto, nel 1997 in Malaysia, la Coppa del mondo di categoria.
Dal 1999 al 2010 ha fatto parte della nazionale maggiore argentina, segnando un gol contro il Venezuela in amichevole, al suo esordio. È stato convocato per due edizioni del campionato del mondo (2002 e 2010), per la Confederations Cup nel 2005 (secondo posto) e per la Copa América 1999. Ha totalizzato 56 presenze e ha realizzato 5 gol in albiceleste.

### Allenatore

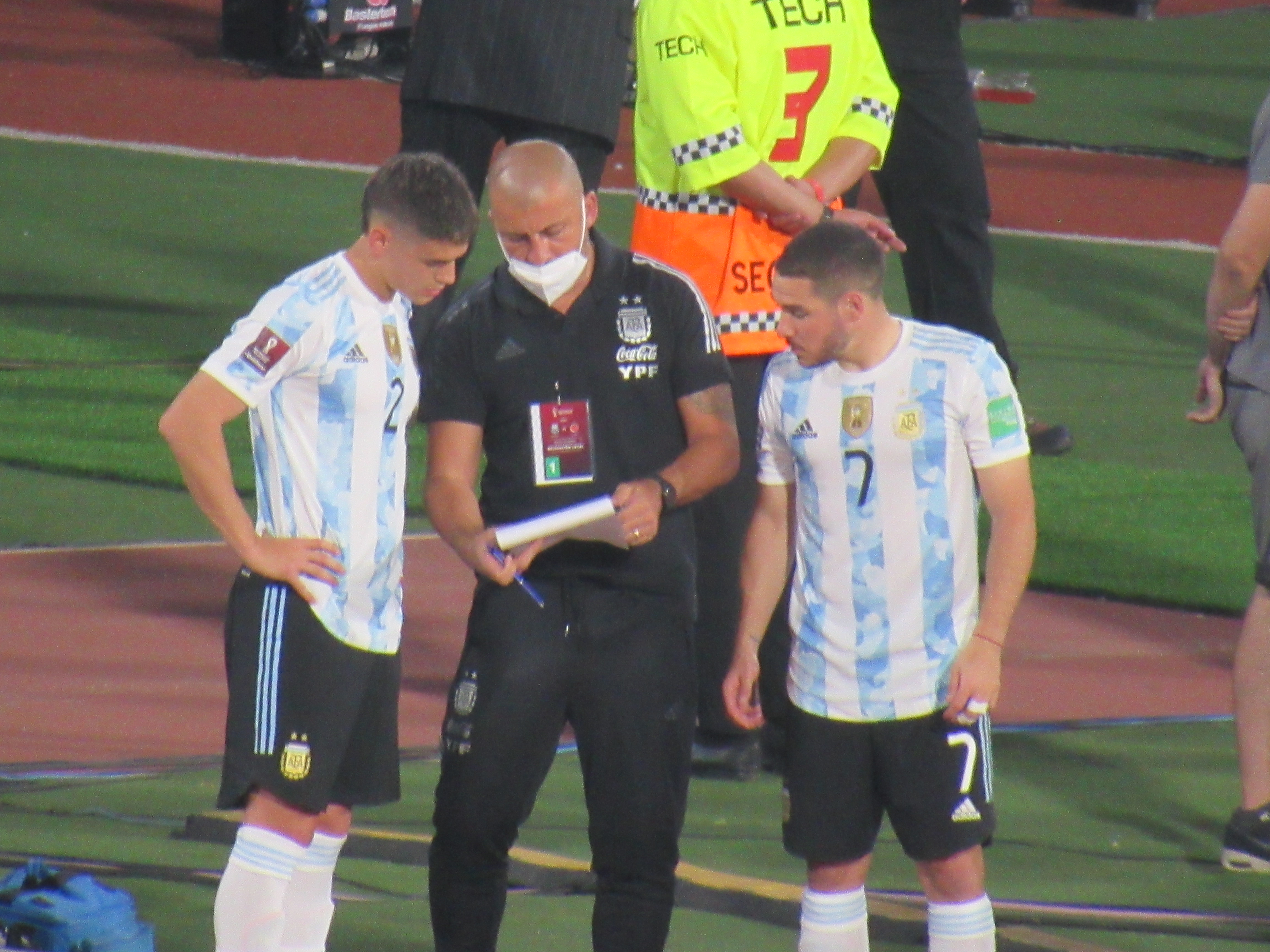
Samuel (al centro) collaboratore tecnico della nazionale argentina nel 2022, mentre dà istruzioni a Martínez Quarta e Buendía.

Terminata la carriera agonistica, inizia come osservatore per l'Inter nell'estate 2016. Dal 15 novembre al 9 maggio 2017 collabora con lo staff dell'allenatore Stefano Pioli, quindi dal 14 maggio ritorna nel ruolo di osservatore.
Il 21 giugno seguente viene ingaggiato come vice di Pierluigi Tami sulla panchina del Lugano. Lascia l'incarico l'8 aprile 2018, a seguito dell'esonero del tecnico ticinese.
Il 24 agosto 2018 Samuel entra a far parte dello staff di Lionel Scaloni come collaboratore tecnico della nazionale argentina. Nella stagione 2019-2020 partecipa al corso per allenatori di Prima Categoria - UEFA Pro.

## Statistiche

### Presenze e reti nei club
| Stagione                 | Squadra                  | Campionato               | Campionato | Campionato | Coppe nazionali | Coppe nazionali | Coppe nazionali | Coppe continentali | Coppe continentali | Coppe continentali | Altre coppe | Altre coppe | Altre coppe | Totale | Totale |
| Stagione                 | Squadra                  | Comp                     | Pres       | Reti       | Comp            | Pres            | Reti            | Comp               | Pres               | Reti               | Comp        | Pres        | Reti        | Pres   | Reti   |
| ------------------------ | ------------------------ | ------------------------ | ---------- | ---------- | --------------- | --------------- | --------------- | ------------------ | ------------------ | ------------------ | ----------- | ----------- | ----------- | ------ | ------ |
| 1996                     | Newell's Old Boys        | PD                       | 5          | 0          | -               | -               | -               | -                  | -                  | -                  | -           | -           | -           | 5      | 0      |
| 1996-1997                | Newell's Old Boys        | PD                       | 35         | 1          | -               | -               | -               | -                  | -                  | -                  | -           | -           | -           | 35     | 1      |
| giu.-set. 1997           | Newell's Old Boys        | PD                       | 2          | 0          | -               | -               | -               | -                  | -                  | -                  | -           | -           | -           | 2      | 0      |
| Totale Newell's Old Boys | Totale Newell's Old Boys | Totale Newell's Old Boys | 42         | 0          |                 | -               | -               |                    | -                  | -                  |             | -           | -           | 42     | 1      |
| 1997-1998                | Boca Juniors             | PD                       | 12         | 0          | -               | -               | -               | -                  | -                  | -                  | -           | -           | -           | 12     | 0      |
| 1998-1999                | Boca Juniors             | PD                       | 34         | 2          | -               | -               | -               | CM                 | 7                  | 0                  | -           | -           | -           | 41     | 2      |
| 1999-2000                | Boca Juniors             | PD                       | 31         | 2          | -               | -               | -               | CM+CL              | 5+14               | 0+1                | -           | -           | -           | 50     | 3      |
| Totale Boca Juniors      | Totale Boca Juniors      | Totale Boca Juniors      | 77         | 4          |                 | -               | -               |                    | 26                 | 1                  |             | -           | -           | 103    | 5      |
| 2000-2001                | Roma                     | A                        | 31         | 1          | CI              | 2               | 0               | CU                 | 8                  | 3                  | -           | -           | -           | 41     | 4      |
| 2001-2002                | Roma                     | A                        | 30         | 5          | CI              | 2               | 0               | UCL                | 12                 | 0                  | SI          | 1           | 0           | 45     | 5      |
| 2002-2003                | Roma                     | A                        | 31         | 2          | CI              | 6               | 0               | UCL                | 10                 | 0                  | -           | -           | -           | 47     | 2      |
| 2003-2004                | Roma                     | A                        | 30         | 1          | CI              | 2               | 0               | CU                 | 8                  | 0                  | -           | -           | -           | 40     | 1      |
| Totale Roma              | Totale Roma              | Totale Roma              | 122        | 9          |                 | 12              | 0               |                    | 38                 | 3                  |             | 1           | 0           | 173    | 12     |
| 2004-2005                | Real Madrid              | PD                       | 30         | 2          | CR              | 2               | 0               | UCL                | 8                  | 0                  | -           | -           | -           | 40     | 2      |
| 2005-2006                | Inter                    | A                        | 27         | 2          | CI              | 5               | 0               | UCL                | 9                  | 0                  | SI          | 1           | 0           | 42     | 2      |
| 2006-2007                | Inter                    | A                        | 18         | 3          | CI              | 5               | 0               | UCL                | 3                  | 0                  | SI          | 1           | 0           | 27     | 3      |
| 2007-2008                | Inter                    | A                        | 12         | 0          | CI              | 1               | 0               | UCL                | 5                  | 1                  | SI          | 0           | 0           | 18     | 1      |
| 2008-2009                | Inter                    | A                        | 17         | 1          | CI              | 2               | 0               | UCL                | 1                  | 0                  | SI          | 0           | 0           | 20     | 1      |
| 2009-2010                | Inter                    | A                        | 28         | 3          | CI              | 1               | 0               | UCL                | 13                 | 1                  | SI          | 0           | 0           | 42     | 4      |
| 2010-2011                | Inter                    | A                        | 10         | 0          | CI              | 0               | 0               | UCL                | 3                  | 0                  | SI+SU+Cmc   | 1+1+0       | 0           | 15     | 0      |
| 2011-2012                | Inter                    | A                        | 27         | 2          | CI              | 1               | 0               | UCL                | 6                  | 1                  | SI          | 1           | 0           | 35     | 3      |
| 2012-2013                | Inter                    | A                        | 16         | 1          | CI              | 1               | 0               | UEL                | 5                  | 0                  | -           | -           | -           | 22     | 1      |
| 2013-2014                | Inter                    | A                        | 14         | 2          | CI              | 1               | 0               | -                  | -                  | -                  | -           | -           | -           | 15     | 2      |
| Totale Inter             | Totale Inter             | Totale Inter             | 169        | 14         |                 | 17              | 0               |                    | 45                 | 3                  |             | 5           | 0           | 236    | 17     |
| 2014-2015                | Basilea                  | SL                       | 12         | 1          | CS              | 2               | 0               | UCL                | 4                  | 0                  | -           | -           | -           | 18     | 1      |
| 2015-2016                | Basilea                  | SL                       | 17         | 1          | CS              | 2               | 0               | UCL+UEL            | 1+6                | 1                  | -           | -           | -           | 26     | 2      |
| Totale Basilea           | Totale Basilea           | Totale Basilea           | 29         | 2          |                 | 4               | 0               |                    | 11                 | 1                  |             | -           | -           | 44     | 3      |
| Totale carriera          | Totale carriera          | Totale carriera          | 469        | 31         |                 | 35              | 0               |                    | 128                | 8                  |             | 6           | 0           | 638    | 40     |

### Cronologia presenze e reti in nazionale
| Cronologia completa delle presenze e delle reti in nazionale ― Argentina | Cronologia completa delle presenze e delle reti in nazionale ― Argentina | Cronologia completa delle presenze e delle reti in nazionale ― Argentina | Cronologia completa delle presenze e delle reti in nazionale ― Argentina | Cronologia completa delle presenze e delle reti in nazionale ― Argentina | Cronologia completa delle presenze e delle reti in nazionale ― Argentina | Cronologia completa delle presenze e delle reti in nazionale ― Argentina | Cronologia completa delle presenze e delle reti in nazionale ― Argentina |
| Data                                                                     | Città                                                                    | In casa                                                                  | Risultato                                                                | Ospiti                                                                   | Competizione                                                             | Reti                                                                     | Note                                                                     |
| ------------------------------------------------------------------------ | ------------------------------------------------------------------------ | ------------------------------------------------------------------------ | ------------------------------------------------------------------------ | ------------------------------------------------------------------------ | ------------------------------------------------------------------------ | ------------------------------------------------------------------------ | ------------------------------------------------------------------------ |
| 3-2-1999                                                                 | Maracaibo                                                                | Venezuela                                                                | 0 – 2                                                                    | Argentina                                                                | Amichevole                                                               | 1                                                                        |                                                                          |
| 10-2-1999                                                                | Los Angeles                                                              | Argentina                                                                | 1 – 0                                                                    | Messico                                                                  | Amichevole                                                               | -                                                                        |                                                                          |
| 26-6-1999                                                                | Buenos Aires                                                             | Argentina                                                                | 0 – 0                                                                    | Lituania                                                                 | Amichevole                                                               | -                                                                        |                                                                          |
| 1-7-1999                                                                 | Luque                                                                    | Ecuador                                                                  | 1 – 3                                                                    | Argentina                                                                | Coppa America 1999 - 1º turno                                            | -                                                                        | Ammonizione                                                              |
| 4-7-1999                                                                 | Luque                                                                    | Argentina                                                                | 0 – 3                                                                    | Colombia                                                                 | Coppa America 1999 - 1º turno                                            | -                                                                        |                                                                          |
| 7-7-1999                                                                 | Luque                                                                    | Argentina                                                                | 2 – 0                                                                    | Uruguay                                                                  | Coppa America 1999 - 1º turno                                            | -                                                                        |                                                                          |
| 11-7-1999                                                                | Ciudad del Este                                                          | Brasile                                                                  | 2 – 1                                                                    | Argentina                                                                | Coppa America 1999 - Quarti di finale                                    | -                                                                        |                                                                          |
| 4-9-1999                                                                 | Buenos Aires                                                             | Argentina                                                                | 2 – 0                                                                    | Brasile                                                                  | Amichevole                                                               | -                                                                        |                                                                          |
| 7-9-1999                                                                 | Porto Alegre                                                             | Brasile                                                                  | 4 – 2                                                                    | Argentina                                                                | Amichevole                                                               | -                                                                        |                                                                          |
| 13-10-1999                                                               | Córdoba                                                                  | Argentina                                                                | 2 – 1                                                                    | Colombia                                                                 | Amichevole                                                               | -                                                                        |                                                                          |
| 29-3-2000                                                                | Buenos Aires                                                             | Argentina                                                                | 4 – 1                                                                    | Cile                                                                     | Qual. Mondiali 2002                                                      | -                                                                        |                                                                          |
| 26-4-2000                                                                | Maracaibo                                                                | Venezuela                                                                | 0 – 4                                                                    | Argentina                                                                | Qual. Mondiali 2002                                                      | -                                                                        |                                                                          |
| 4-6-2000                                                                 | Buenos Aires                                                             | Argentina                                                                | 1 – 0                                                                    | Bolivia                                                                  | Qual. Mondiali 2002                                                      | -                                                                        |                                                                          |
| 29-6-2000                                                                | Bogotà                                                                   | Colombia                                                                 | 1 – 3                                                                    | Argentina                                                                | Qual. Mondiali 2002                                                      | -                                                                        |                                                                          |
| 19-7-2000                                                                | Buenos Aires                                                             | Argentina                                                                | 2 – 0                                                                    | Ecuador                                                                  | Qual. Mondiali 2002                                                      | -                                                                        |                                                                          |
| 26-7-2000                                                                | San Paolo                                                                | Brasile                                                                  | 3 – 1                                                                    | Argentina                                                                | Qual. Mondiali 2002                                                      | -                                                                        |                                                                          |
| 16-8-2000                                                                | Buenos Aires                                                             | Argentina                                                                | 1 – 1                                                                    | Paraguay                                                                 | Qual. Mondiali 2002                                                      | -                                                                        |                                                                          |
| 3-9-2000                                                                 | Lima                                                                     | Perù                                                                     | 1 – 2                                                                    | Argentina                                                                | Qual. Mondiali 2002                                                      | -                                                                        |                                                                          |
| 8-10-2000                                                                | Buenos Aires                                                             | Argentina                                                                | 2 – 1                                                                    | Uruguay                                                                  | Qual. Mondiali 2002                                                      | -                                                                        |                                                                          |
| 15-11-2000                                                               | Santiago del Cile                                                        | Cile                                                                     | 0 – 2                                                                    | Argentina                                                                | Qual. Mondiali 2002                                                      | -                                                                        |                                                                          |
| 28-2-2001                                                                | Roma                                                                     | Italia                                                                   | 1 – 2                                                                    | Argentina                                                                | Amichevole                                                               | -                                                                        |                                                                          |
| 28-3-2001                                                                | Buenos Aires                                                             | Argentina                                                                | 5 – 0                                                                    | Venezuela                                                                | Qual. Mondiali 2002                                                      | 1                                                                        |                                                                          |
| 25-4-2001                                                                | La Paz                                                                   | Bolivia                                                                  | 3 – 3                                                                    | Argentina                                                                | Qual. Mondiali 2002                                                      | -                                                                        | 75’                                                                      |
| 15-8-2001                                                                | Quito                                                                    | Ecuador                                                                  | 0 – 2                                                                    | Argentina                                                                | Qual. Mondiali 2002                                                      | -                                                                        |                                                                          |
| 5-9-2001                                                                 | Buenos Aires                                                             | Argentina                                                                | 2 – 1                                                                    | Brasile                                                                  | Qual. Mondiali 2002                                                      | -                                                                        |                                                                          |
| 7-10-2001                                                                | Asunción                                                                 | Paraguay                                                                 | 2 – 2                                                                    | Argentina                                                                | Qual. Mondiali 2002                                                      | -                                                                        |                                                                          |
| 8-11-2001                                                                | Buenos Aires                                                             | Argentina                                                                | 2 – 0                                                                    | Perù                                                                     | Qual. Mondiali 2002                                                      | 1                                                                        |                                                                          |
| 14-11-2001                                                               | Montevideo                                                               | Uruguay                                                                  | 1 – 1                                                                    | Argentina                                                                | Qual. Mondiali 2002                                                      | -                                                                        |                                                                          |
| 27-3-2002                                                                | Ginevra                                                                  | Argentina                                                                | 2 – 2                                                                    | Camerun                                                                  | Amichevole                                                               | -                                                                        |                                                                          |
| 17-4-2002                                                                | Stoccarda                                                                | Germania                                                                 | 0 – 1                                                                    | Argentina                                                                | Amichevole                                                               | -                                                                        | 23’                                                                      |
| 2-6-2002                                                                 | Kashima                                                                  | Argentina                                                                | 1 – 0                                                                    | Nigeria                                                                  | Mondiali 2002 - 1º turno                                                 | -                                                                        | 51’                                                                      |
| 7-6-2002                                                                 | Sapporo                                                                  | Argentina                                                                | 0 – 1                                                                    | Inghilterra                                                              | Mondiali 2002 - 1º turno                                                 | -                                                                        |                                                                          |
| 12-6-2002                                                                | Sendai                                                                   | Svezia                                                                   | 1 – 1                                                                    | Argentina                                                                | Mondiali 2002 - 1º turno                                                 | -                                                                        |                                                                          |
| 20-11-2002                                                               | Saitama                                                                  | Giappone                                                                 | 0 – 2                                                                    | Argentina                                                                | Amichevole                                                               | -                                                                        | 21’                                                                      |
| 12-2-2003                                                                | Amsterdam                                                                | Paesi Bassi                                                              | 1 – 0                                                                    | Argentina                                                                | Amichevole                                                               | -                                                                        |                                                                          |
| 20-8-2003                                                                | Firenze                                                                  | Argentina                                                                | 3 – 2                                                                    | Uruguay                                                                  | Amichevole                                                               | 1                                                                        |                                                                          |
| 6-9-2003                                                                 | Buenos Aires                                                             | Argentina                                                                | 2 – 2                                                                    | Cile                                                                     | Qual. Mondiali 2006                                                      | -                                                                        | 87’                                                                      |
| 15-11-2003                                                               | Buenos Aires                                                             | Argentina                                                                | 3 – 0                                                                    | Bolivia                                                                  | Qual. Mondiali 2006                                                      | -                                                                        |                                                                          |
| 19-11-2003                                                               | Barranquilla                                                             | Colombia                                                                 | 1 – 1                                                                    | Argentina                                                                | Qual. Mondiali 2006                                                      | -                                                                        | 56’                                                                      |
| 28-4-2004                                                                | Casablanca                                                               | Marocco                                                                  | 0 – 1                                                                    | Argentina                                                                | Amichevole                                                               | -                                                                        |                                                                          |
| 3-6-2004                                                                 | Belo Horizonte                                                           | Brasile                                                                  | 3 – 1                                                                    | Argentina                                                                | Qual. Mondiali 2006                                                      | -                                                                        |                                                                          |
| 6-6-2004                                                                 | Buenos Aires                                                             | Argentina                                                                | 0 – 0                                                                    | Paraguay                                                                 | Qual. Mondiali 2006                                                      | -                                                                        |                                                                          |
| 18-8-2004                                                                | Shizuoka                                                                 | Giappone                                                                 | 1 – 2                                                                    | Argentina                                                                | Amichevole                                                               | -                                                                        | cap.                                                                     |
| 9-10-2004                                                                | Buenos Aires                                                             | Argentina                                                                | 4 – 2                                                                    | Uruguay                                                                  | Qual. Mondiali 2006                                                      | -                                                                        |                                                                          |
| 13-10-2004                                                               | Santiago del Cile                                                        | Cile                                                                     | 0 – 0                                                                    | Argentina                                                                | Qual. Mondiali 2006                                                      | -                                                                        | Ammonizione                                                              |
| 4-6-2005                                                                 | Quito                                                                    | Ecuador                                                                  | 2 – 0                                                                    | Argentina                                                                | Qual. Mondiali 2006                                                      | -                                                                        |                                                                          |
| 18-6-2005                                                                | Norimberga                                                               | Australia                                                                | 2 – 4                                                                    | Argentina                                                                | Conf. Cup 2005 - 1º turno                                                | -                                                                        | 10’                                                                      |
| 21-6-2005                                                                | Norimberga                                                               | Argentina                                                                | 2 – 2                                                                    | Germania                                                                 | Conf. Cup 2005 - 1º turno                                                | -                                                                        | 28’ 62’                                                                  |
| 12-10-2005                                                               | Montevideo                                                               | Uruguay                                                                  | 1 – 0                                                                    | Argentina                                                                | Qual. Mondiali 2006                                                      | -                                                                        |                                                                          |
| 11-11-2005                                                               | Londra                                                                   | Inghilterra                                                              | 3 – 2                                                                    | Argentina                                                                | Amichevole                                                               | 1                                                                        | 32’                                                                      |
| 16-11-2005                                                               | Doha                                                                     | Qatar                                                                    | 0 – 3                                                                    | Argentina                                                                | Amichevole                                                               | -                                                                        |                                                                          |
| 1-3-2006                                                                 | Basilea                                                                  | Croazia                                                                  | 3 – 2                                                                    | Argentina                                                                | Amichevole                                                               | -                                                                        |                                                                          |
| 2-9-2006                                                                 | Londra                                                                   | Brasile                                                                  | 3 – 0                                                                    | Argentina                                                                | Amichevole                                                               | -                                                                        | 46’                                                                      |
| 3-3-2010                                                                 | Monaco di Baviera                                                        | Germania                                                                 | 0 – 1                                                                    | Argentina                                                                | Amichevole                                                               | -                                                                        | 34’                                                                      |
| 12-6-2010                                                                | Orlando East                                                             | Argentina                                                                | 1 – 0                                                                    | Nigeria                                                                  | Mondiali 2010 - 1º turno                                                 | -                                                                        |                                                                          |
| 17-6-2010                                                                | Johannesburg                                                             | Argentina                                                                | 4 – 1                                                                    | Corea del Sud                                                            | Mondiali 2010 - 1º turno                                                 | -                                                                        | 23’                                                                      |
| 11-8-2010                                                                | Dublino                                                                  | Irlanda                                                                  | 0 – 1                                                                    | Argentina                                                                | Amichevole                                                               | -                                                                        | 83’                                                                      |
| Totale                                                                   |                                                                          | Presenze                                                                 | 57                                                                       |                                                                          | Reti                                                                     | 5                                                                        |                                                                          |

## Palmarès

### Club

#### Competizioni nazionali
- Campionato argentino: 2

Boca Juniors: Apertura 1998, Clausura 1999
- Campionato italiano: 6

Roma: 2000-2001
Inter: 2005-2006, 2006-2007, 2007-2008, 2008-2009, 2009-2010
- Supercoppa italiana: 5

Roma: 2001
Inter: 2005, 2006, 2008, 2010
- Coppa Italia: 3

Inter: 2005-2006, 2009-2010, 2010-2011
- Campionato svizzero: 2

Basilea: 2014-2015, 2015-2016

#### Competizioni internazionali
- Coppa Libertadores: 1

Boca Juniors: 2000
- UEFA Champions League: 1

Inter: 2009-2010

### Nazionale
- Campionato mondiale Under-20: 1

1997
- Campionato sudamericano di calcio Under-20: 1

1997

### Individuale
- Squadra sudamericana dell'anno: 1

1999
- ESM Squadra dell'anno: 2

2001-2002, 2003-2004
- Oscar del calcio AIC: 1

Migliore difensore: 2010